# Pulsationsveränderlicher Stern
Ein pulsationsveränderlicher Stern ist ein veränderlicher Stern, dessen Helligkeit durch einen inneren Anregungsmechanismus mehr oder weniger regelmäßig schwankt. Bei fast allen pulsationsveränderlichen Sternen ist dies der Kappa-Mechanismus.

## Geschichte
Bereits 1879 schlug August Ritter vor, dass Sterne radial schwingen können.
Vorher war der Lichtwechsel veränderlicher Sterne mit Bedeckungseffekten in einem Doppelsternsystem oder als Rotationslichtwechsel erklärt worden. Harlow Shapley zeigte jedoch 1914, dass der streng periodische Lichtwechsel von δ Cephei nicht mit einem Bedeckungslichtwechsel erklärbar ist; die beobachteten Radialgeschwindigkeiten in einem Doppelsternsystem würden nämlich bedeuten, dass die Sterne ineinander kreisen müssten.

## Schwingungsarten
Pulsierende Veränderliche können schwingen:
- radial oder
- nicht radial (im 90°-Winkel zum Radiusvektor). Bei nicht radialen Pulsatoren kann die Rückstellkraft sein:
  - die Gravitation (g-mode)
  - der statische Auftrieb (l-mode) oder
  - der Druck (p-mode).

Die Schwingungen können erfolgen:
- in den Grundschwingungen und/oder
- in den Oberschwingungen.

Die Radiusänderung reicht von 0 bei nichtradialen Schwingungen bis zu 10 Prozent bei Cepheiden; bei Roten Riesen gibt es einen kontinuierlichen Übergang der Atmosphäre zum interstellaren Medium, sodass eine Radiusänderung nicht angegeben werden kann.

## Anregungsmechanismen
Der dominierende Anregungsmechanismus ist der Kappa-Mechanismus. Er beruht auf einer nichtlinearen Opazität, der Transparenz in der Atmosphäre des Sterns für die im Inneren produzierte Energie. Wird Energie in einer Schicht teilweise absorbiert, so versuchen die äußeren Schichten ins Gleichgewicht zurückzukommen, indem sie kontrahieren. Der Stau von Energie in der Absorptionsschicht führt zu einer Expansion, und damit wird die Energie freigesetzt. Der Überschuss an Energie in den oberen Atmosphärenschichten führt zu einer Expansion der Atmosphäre, während in der Absorptionschicht die Opazität wieder ansteigt und der Zyklus von neuem beginnt.
Der Epsilon-Mechanismus dagegen beruht auf einer veränderlichen Rate der Energieerzeugung in der nuklearen Fusion. Dieser Mechanismus ist häufig vermutet, aber noch nicht durch Beobachtungen bestätigt worden.
Die Sonne, sonnenähnliche Sterne und einige Rote Riesen werden über Konvektion stochastisch zu Schwingungen angeregt: Konvektionszellen transportieren Wärme durch den Aufstieg von Material in kältere Atmosphärenschichten und übertragen dabei auch Bewegungsenergie, die Schwingungen in den äußeren Atmosphärenschichten anregen können.
Schwingungen eines Sterns können auch durch Begleiter in einem Doppelsternsystem angeregt werden. Hierbei sind es Gezeitenkräfte, die periodisch durch eine exzentrische Umlaufbahn auf den Stern übertragen werden. Ein Beispiel sind die Herzschlagsterne. Die Schwingungen werden im Perihel angeregt. Durch die innere Reibung werden die Schwingungen gedämpft, und die Amplitude nimmt bis zum nächsten Periheldurchgang ab.

## Bedeutung
Die Bedeutungen der Pulsationsveränderlichen in der Astrophysik sind:
- Cepheiden und RR-Lyrae-Sterne werden mit Hilfe der Perioden-Leuchtkraft-Beziehung zur Entfernungsmessung benutzt.
- Die Asteroseismologie erlaubt eine modellunabhängige Analyse des Sternaufbaus.
- Bei doppelperiodischen Pulsationsveränderlichen ist eine Berechnung der Sternmasse möglich. Dies kann ansonsten nur in Doppelsternsystemen geschehen. Dort kann allerdings durch vorherigen Massentransfer der Aufbau der Sterne von dem eines Einzelsterns abweichen.

## Nichtlineare Effekte
Bei Roten Riesen werden die Schwingungen nicht an einer Sternoberfläche reflektiert, sondern laufen weiter durch die äußere Atmosphäre. Aufgrund der abnehmenden Dichte führt dies zur Entstehung von Schockwellen, die Teile der äußeren Atmosphäre über die Fluchtgeschwindigkeit hinaus beschleunigen. Das Ergebnis ist ein Massenverlust, der bei OH/IR-Sternen bis zu 10−4 Sonnenmassen pro Jahr erreichen kann.

## Untergruppen
- Alpha-Cygni-Sterne sind nicht radial pulsierende Überriesen mit einem Spektraltyp von Bep bis Aep der Leuchtkraftklasse Ia. Die unregelmäßig scheinenden Helligkeitsänderungen sind die Folge einer Überlagerung mehrerer nahe beieinander liegender Perioden. Die Zyklenlänge beträgt einige Tage bis Wochen.
- Beta-Cephei-Sterne (Beta-Canis-Majoris-Sterne): Hauptreihensterne mit dem Spektraltyp B0.5 bis B2 und geringen Amplituden
- Cepheiden sind radial pulsierende Überriesen mit Perioden zwischen 1 und 130 Tagen und Amplituden von bis zu 2 mag im Visuellen. Der Spektraltyp schwankt im Laufe des Lichtwechsels zwischen F und K, wobei der Spektraltyp im Minimum später wird mit der Länge der Periode. Die Bedeutung der Cepheiden liegt in der Perioden-Leuchtkraft-Beziehung, weshalb diese Veränderliche als Standardkerzen zur Entfernungsmessung innerhalb und außerhalb der Milchstraße verwendet werden. Bei den Cepheiden gibt es vier Untergruppen:
  - Die klassischen Cepheiden sind junge massereiche Sterne, die sich von der Hauptreihe wegentwickelt haben und den Instabilitätsstreifen mehrfach kreuzen. Sie gehören zur Scheibenpopulation und kommen in offenen Sternhaufen vor.
  - Die bimodalen Cepheiden vom Typ CEP(B) schwingen mit mindestens 2 Perioden.
  - Der DCEPS Untertyp zeigt eine geringe Amplitude und symmetrische Lichtkurven. Diese Cepheiden pulsieren wahrscheinlich in der ersten Oberschwingung.
  - Die ungewöhnlichen Cepheiden (englisch anomalous Cepheids) mit dem Prototyp BL Boo. Diese Cepheiden haben Perioden von weniger als einem Tag wie RR-Lyrae-Sterne mit einer Leuchtkraft, die eher typisch für Cepheiden ist und 2 Magnituden über der von RR-Lyrae-Sternen liegt.
  - Ultra Long Period Cepheids. Gelbe Riesen mit einer Periodendauer von 80 bis 150 Tagen, deren Lichtwechsel denen klassischer Cepheiden ähnelt.
  - Typ-II-Cepheiden sind Cepheiden bestehend aus alten Sternen, die zur sphärischen Population gehören. Sie haben typischerweise eine Masse von weniger als einer Sonnenmasse, während sie bei den klassischen Cepheiden bei mehr als 3 Sonnenmassen liegt. Die Form der Lichtkurve unterscheidet sich zwischen den beiden Cepheiden-Arten und ebenso ihre Perioden-Leuchtkraft-Beziehung.
    - Die BL-Herculis-Sterne haben aber eine kurze Periodendauer von maximal 8 Tagen
    - Die W-Virginis-Sterne  haben eine Periodendauer von 10 Tagen bis 20 Tagen
    - RV Tauri-Sterne: Helle Riesen und Überriesen mit Spektraltypen F bis K und abwechselnd tiefen und flachen Minima. Die Perioden liegen zwischen ungefähr 30 und 150 Tagen, wobei ein langperiodischer Lichtwechsel in der Größenordnung von 1000 Tagen überlagert sein kann. Die Amplitude kann bis zu 3 mag erreichen.
- Delta-Scuti-Sterne: Kurzperiodische Veränderliche in der Nähe der Hauptreihe mit Perioden von 0,02 bis 0,3 Tagen und meist geringen Amplituden, die in Ausnahmen bis zu 0,8 mag erreichen. Spektraltyp A bis F.
- SX-Phoenix-Sterne: Wie Delta-Scuti-Sterne, nur zur Population II gehörend.
- Gamma-Doradus-Sterne: Eine homogene Gruppe von Sternen mit dem Spektraltyp F0 bis F2 und einer Position nahe an oder auf der Hauptreihe. Die Periode reicht von 0,4 bis 3 Tagen und die Amplitude erreicht bis zu 0,1 mag.
- Langsam pulsierender B-Stern (SPB): blaue Veränderliche vom Spektraltyp B mit Perioden um einen Tag.
- Zu den langperiodischen Veränderlichen gehören:
  - Mirasterne: Riesensterne mit spätem Spektraltyp (M, C oder S) mit Emissionslinien. Die Lichtkurven sind variabel und die Perioden reichen von 80 bis 1000 Tagen. Die Amplitude im Visuellen reicht von 2,5 bis 8 mag.
  - Halbregelmäßige (SR) und Unregelmäßige (L): Riesen und Überriesen des mittleren bis späten Spektraltyps. Es treten Quasiperioden in dem Bereich von 30 bis einigen tausend Tagen auf.
- Schnell pulsierende B Unterzwerge mit Perioden in der Größenordnung von Minuten bei geringer Amplitude
- Bei den PV-Telescopii-Sternen handelt es sich um helium- und kohlenstoffreiche Veränderliche mit dem Spektraltyp Bp. Die Amplituden überschreiten nicht 0,1 mag bei Perioden zwischen 0,1 und einem Tag.
- RR-Lyrae-Sterne: Sterne mit einem regelmäßigen Lichtwechsel von bis zu 2 mag bei einer Periode zwischen 0,2 und 1 Tag. Der Spektraltyp ist A bis F.
- ZZ-Ceti-Sterne: Weiße Zwerge mit sehr kurzen Perioden unter 20 Minuten und geringen Amplituden
- Neu entdeckte Gruppen pulsationsveränderlicher Sterne, die noch keine Namen im General Catalogue of Variable Stars erhalten haben:
  - Sonnenähnliche Pulsatoren: Die Schwingung wird nicht durch den κ-Mechanismus, sondern durch Konvektionsströmungen aufrechterhalten.
  - Eine Gruppe von jungen Sternen in offenen Sternhaufen mit Perioden zwischen 0,1 und 0,7 Tagen und Amplituden im Bereich von weniger als 0,005 mag. Im HR-Diagramm liegen die Sterne zwischen den SPB- und den Delta-Scuti-Sternen. Die Pulsationen könnten durch die Rotation der Sterne angeregt werden.[3]
  - RR-Lyrae-artige Sterne zeigen eine Lichtkurve wie RR-Lyrae-Sterne, wobei sie aber über eine deutlich geringere Leuchtkraft und Masse verfügen. Diese Sterne entwickeln sich nur durch Massenaustausch in engen Doppelsternsystemen.[4]
  - In Doppelsternsystem entstandene massenarme Weiße Zwerge mit einer dicken Atmosphäre. Diese Weißen Zwerge entstehen in Doppelsternsystemen, wenn ein Stern sich in einen Roten Riesen entwickeln will, aber bei seiner Radiusexpansion Materie den größten Teil seiner Atmosphäre an einen Begleiter verliert.[5]
  - Heartbeat Stars: Doppelsternsysteme, bei denen die Pulsationen vom Begleiter angeregt werden.
  - Hybrid Pulsatoren: sind erst vor kurzem entdeckte, radial schwingende Pulsatoren, die sowohl im niederwertigen (low-order / low amplitude) p-Modus und g-Modus wie auch im höherwertigen (high-order / high amplitude) g-Modus schwingen.[6][7] Sie können von daher zu mehreren Untergruppen gleichzeitig gehören. Beispiel: Kepler-11145123 (KIC 11145123)[8] Die meisten Hybrid Pulsatoren gehören der γ Doradus–δ Scuti Klasse an.[9]

### Vergleich ausgewählter Klassen
| Gruppe               | typische Spektralklasse | typische Masse (M☉) | typische Periodendauer    | Amplitude der scheinbaren Helligkeit (mag) |
| -------------------- | ----------------------- | ------------------- | ------------------------- | ------------------------------------------ |
| klassische Cepheiden | F6 bis K2               | 4 bis 10            | 2 bis 45 Tage             | 0,5 bis 1,5                                |
| Typ-II-Cepheiden     | F bis M                 | 0,4 bis 2           | < 1 Tag bis etwa 150 Tage | 0,5 bis 4,5                                |
| Delta-Scuti-Sterne   | A0 bis F8               | 1,5 bis 2,5         | 0,02 bis 0,3 Tage         | 0,02 bis 0,8                               |
| RR-Lyrae-Sterne      | A bis F                 | ca. 0,5             | 0,2 bis 1,2 Tage          | 0,5 bis 2                                  |
| Alpha-Cygni-Sterne   | B bis A                 | 10 bis 40           | 10 bis 100 Tage           | 0,01 bis 0,15                              |
| Beta-Cephei-Sterne   | B0.5 bis B2             | 8 bis 18            | 3 bis 7 Stunden           | 0,01 bis 0,2                               |
| Gamma-Doradus-Sterne | F0 bis F2               | 1,5 bis 2           | 0,4 bis 3 Tage            | < 0,1                                      |
| Mirasterne           | Me, Se, Ce              | 0,8 bis 3           | 80 bis 1000 Tage          | 2,5 bis 11                                 |

## Sonstiges
Pulsare gehören trotz der Namensähnlichkeit zu den rotierenden Veränderlichen. Der Name stammt von dem gepulsten Radiosignal, das bei der Entdeckung der Neutronensterne empfangen wurde.